# السواحل (كفر البطيخ)
السواحل هي إحدى قرى مركز كفر البطيخ التابع لمحافظة دمياط بجمهورية مصر العربية.